# Соизмеримость (философия)
Соизмеримость — концепция в философии науки, согласно которой две научные теории соизмеримы, если ученые могут обсуждать их, используя общую терминологию, понимаемую одинаково всеми обсуждающими. Это позволяет проводить прямое сравнение теорий, чтобы определить, какая теория является более обоснованной или более полезной для практических целей. Теории считаются несоизмеримыми, если они используют разные системы понятий, а одни и те же слова употребляются в разном смысле. В таком случае между ними отсутствуют логические отношения, в том числе отношения противоречия.

## Позитивистская концепция роста научного знания
Согласно классическим позитивистским представлениям, научные теории обобщают результаты наблюдений и экспериментов. Теория должна объяснять все известные феномены. Накопление новых наблюдений приводит к тому, что теория или дополняется, или от неё приходится отказаться совсем. Например, астрономическая теория Птолемея много раз дополнялась и усложнялась, чтобы объяснить всё более точные данные о движении небесных тел. В конце концов от неё отказались в пользу теории Коперника.
Это представление опирается на тезис о накоплении научных знаний, который утверждает, что объем научных знаний увеличивается с течением времени.

## Тезис Куна-Фейерабенда
В 1962 году Томас Кун и Пол Фейерабенд независимо друг от друга пришли к идее несоизмеримости научных теорий.
Тезис основан на холистской теории значения, согласно которой значение любого термина, используемого в теоретической системе, определяется всей системой в целом. При этом не существует нейтрального языка, описывающего наблюдаемые факты: любой возможный язык описания наблюдений содержит неустранимую «теоретическую» компоненту.
Согласно взглядам Куна, изложенных в книге «Структура научных революций» (1962), научная деятельность проходит в рамках так называемых парадигм, то есть замкнутых систем представлений, зафиксированных в учебниках. Научное сообщество формируется как совокупность людей, признающих господствующую парадигму. Факты, не вписывающиеся в парадигму, игнорируются, замалчиваются, или их рассмотрение откладывается «на потом». Однако в какой-то момент этих фактов становится слишком много или они оказываются слишком убедительны, и тогда научная дисциплина переживает кризис. Например, в таком положении оказалась классическая физика, столкнувшись с «ультрафиолетовой катастрофой». Из кризиса наука выходит путём замены парадигмы на другую. Это называется научной революцией. При этом нельзя сказать, что предыдущая парадигма была «хуже» новой: она может уступать старой во многих отношениях. Например, гелиоцентрическая система на первых порах хуже предсказывала движения планет, чем изощрённая геоцентрическая.
Важно отметить, что научная революция раскалывает научное сообщество. Возникают сообщества приверженцев разных фундаментальных теорий, не принимающих и не понимающих взглядов своих конкурентов.
Как утверждал Кун, «у историка науки может возникнуть соблазн сказать, что когда меняются парадигмы, сам мир меняется вместе с ними».
Пол Фейерабенд формулирует свою концепцию ещё радикальнее. В своих сочинениях «Против метода» и «Наука в свободном обществе» он отстаивает идею радикальной несоизмеримости научных теорий. При этом он утверждает, что выбор между двумя теориями чаще всего связан не с сознательным рациональным выбором, а с социальными или даже психологическими причинами (например, «модой на новое»). Научные теории приобретают популярность благодаря успешной пропаганде своих адептов.
В целом тезис Куна-Фейерабенд можно изложить в такой формулировке:
- Факты, на основе которых строится теория, формулируются на ее языке.
- Конкурирующие теории имеют совершенно различные, несравнимые языки.
- Из этого следует, что не существует фактов, на основании которых можно было бы обеспечить рациональный выбор одной из конкурирующих теорий.[5]
- Значит, этот вывод совершается не на основании фактов, а по иным причинам — социальным, религиозным, психологическим, или даже случайным.

Фейерабенд воспринимает этот вывод позитивно: если не существует рационального критерия выбора между теориями, то можно создавать абсолютно любые теории и вступать в свободную конкуренцию с существующими теориями. Он выражает это отношение в лозунге anything goes («всё сойдёт»).

## Мета-несоизмеримость
Понятие несоизмеримости может быть применено и к философии науки как таковой.
Эрик Оберхайм и Пол Хойнинген-Хюен утверждают, что реалистическая и антиреалистическая философии науки также несоизмеримы, поэтому сами научные теории могут быть несоизмеримыми.